# Blehov
Blehov (německy Biehow) je malá vesnice, část obce Zhoř v okrese Písek v Jihočeském kraji. Nachází se asi 1,5 kilometru jihovýchodně od Zhoře. Je zde evidováno 27 adres. V roce 2011 zde trvale žilo 54 obyvatel.
Blehov je také název katastrálního území o rozloze 4,79 km². V katastrálním území Blehov leží i Zbislav.

## Historie
Ves byla majetkem kláštera v Milevsku. Roku 1575 byla ves uvedena v soupise s ostatními vesnicemi, které byly prodány Maxmiliánem II. Kryštofovi ze Švamberka. Sbor dobrovolných hasičů byl založený roku 1927. V roce 1930 měl Blehov 22 popisných čísel a 108 obyvatel.

## Obyvatelstvo
| Rok            | 1869 | 1880 | 1890 | 1900 | 1910 | 1921 | 1930 | 1950 | 1961 | 1970 | 1980 | 1991 | 2001 | 2011 | 2021 |
| -------------- | ---- | ---- | ---- | ---- | ---- | ---- | ---- | ---- | ---- | ---- | ---- | ---- | ---- | ---- | ---- |
| Počet obyvatel | 71   | 117  | 129  | 121  | 110  | 114  | 108  | 74   | 73   | 91   | 70   | 55   | 53   | 54   | 65   |
| Počet domů     | 11   | 17   | 16   | 18   | 20   | 17   | 22   | 21   | 19   | 21   | 18   | 21   | 25   | 27   | 28   |

## Obecní správa
Při sčítání lidu v letech 1850–1963 Blehov byl samostatnou obcí v okrese Milevsko. Od roku 1964 je částí obce Zhoř v okrese Písek. V letech 1850–1963 k obci patřil Zbislav.

## Pamětihodnosti
- Kaple se nachází ve vesnici na návsi. Je zasvěcena Panně Marii Sepekovské. Byla postavena na náklady obce roku 1853.[10]
- Kamenný kříž před návesní kaplí je zdobený motivy čtyřlístků, srdíčka a kalicha a nese na svém soklu dataci 1885.[11]
- Kamenný kříž se zdobným spodním podstavcem se nalézá u komunikace z vesnice u rybníka proti osadě Jednota.[11]

## Galerie

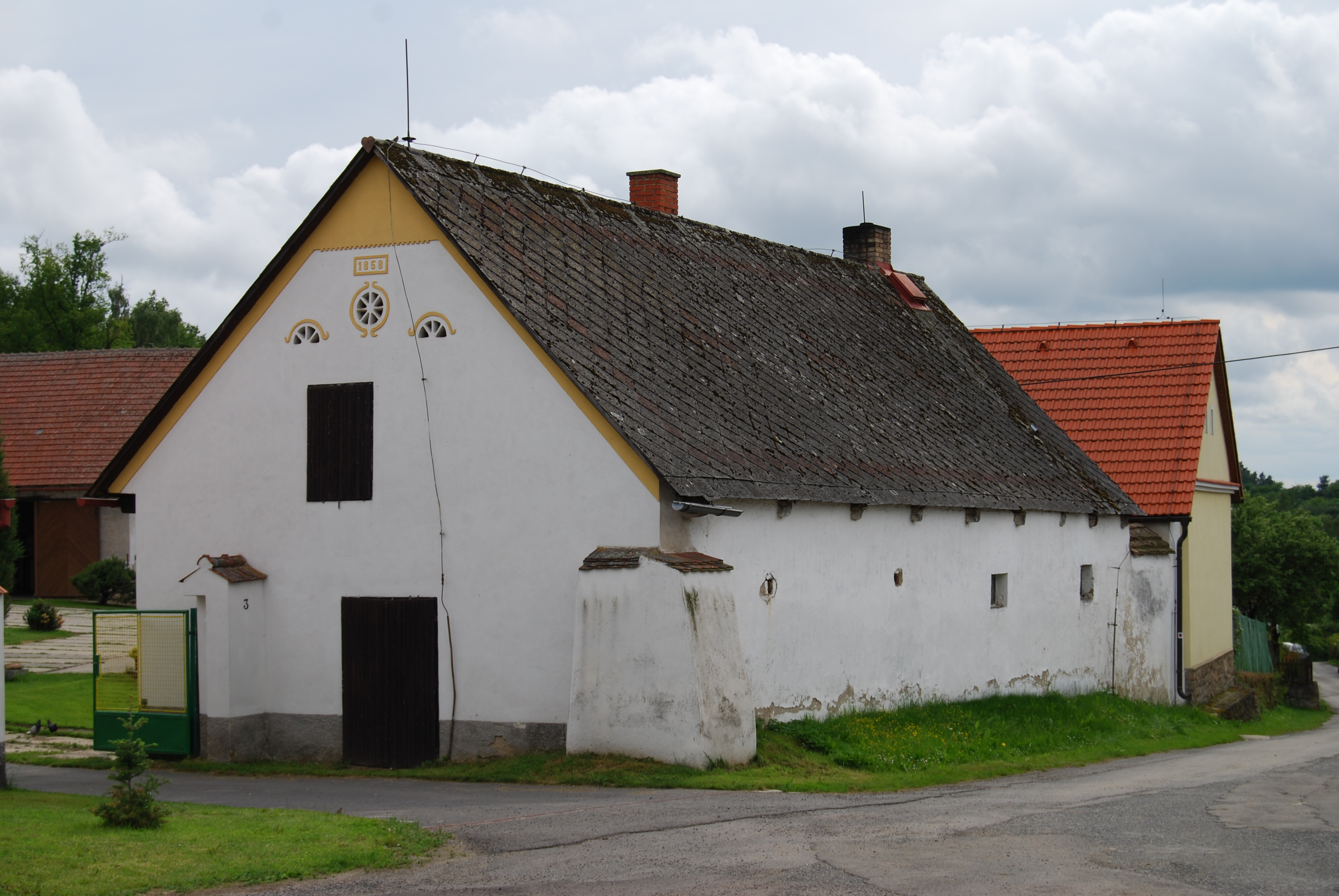
Stavení ve vsi
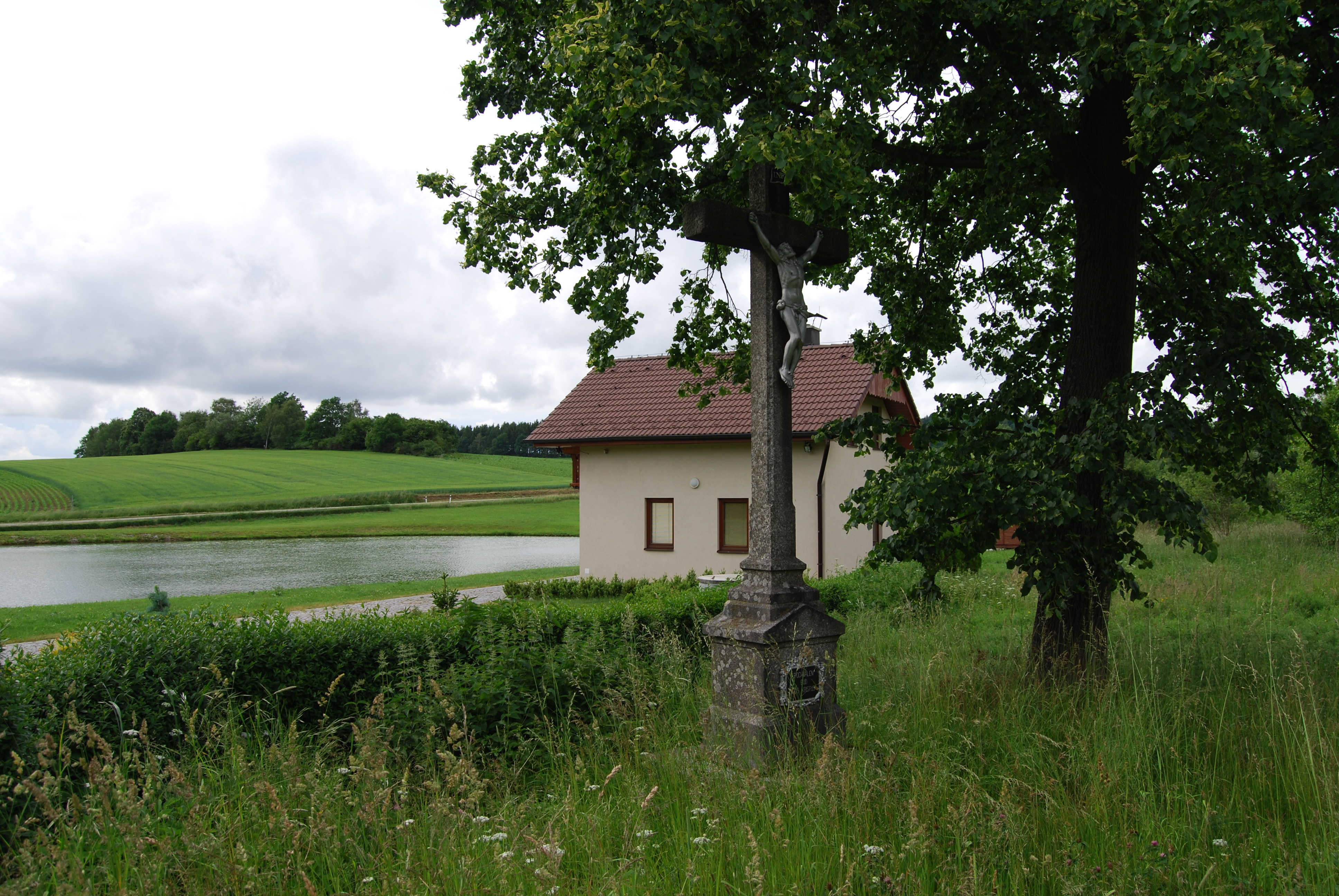
Pohled na rybník a kříž v okolí
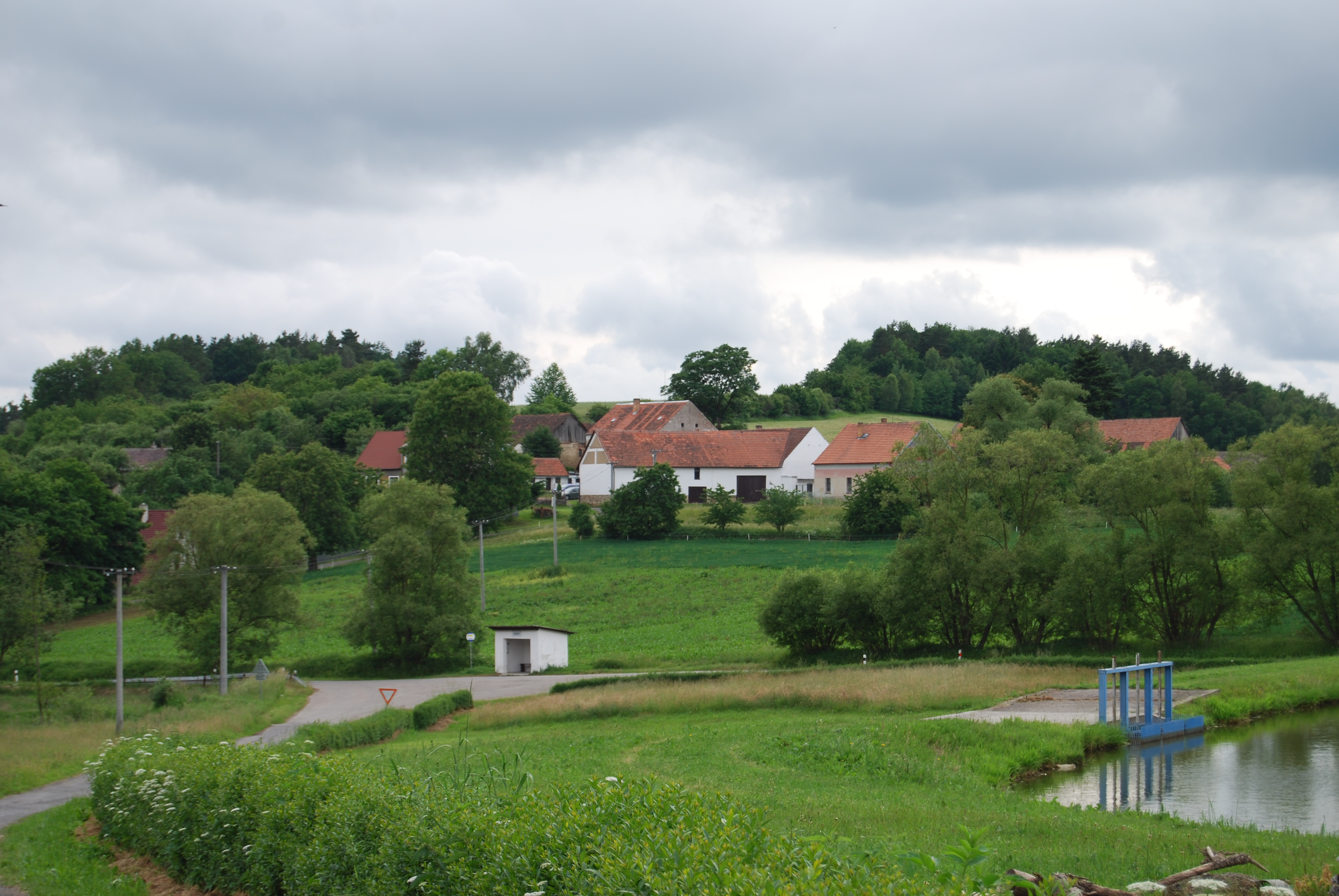
Pohled na osadu Jednota
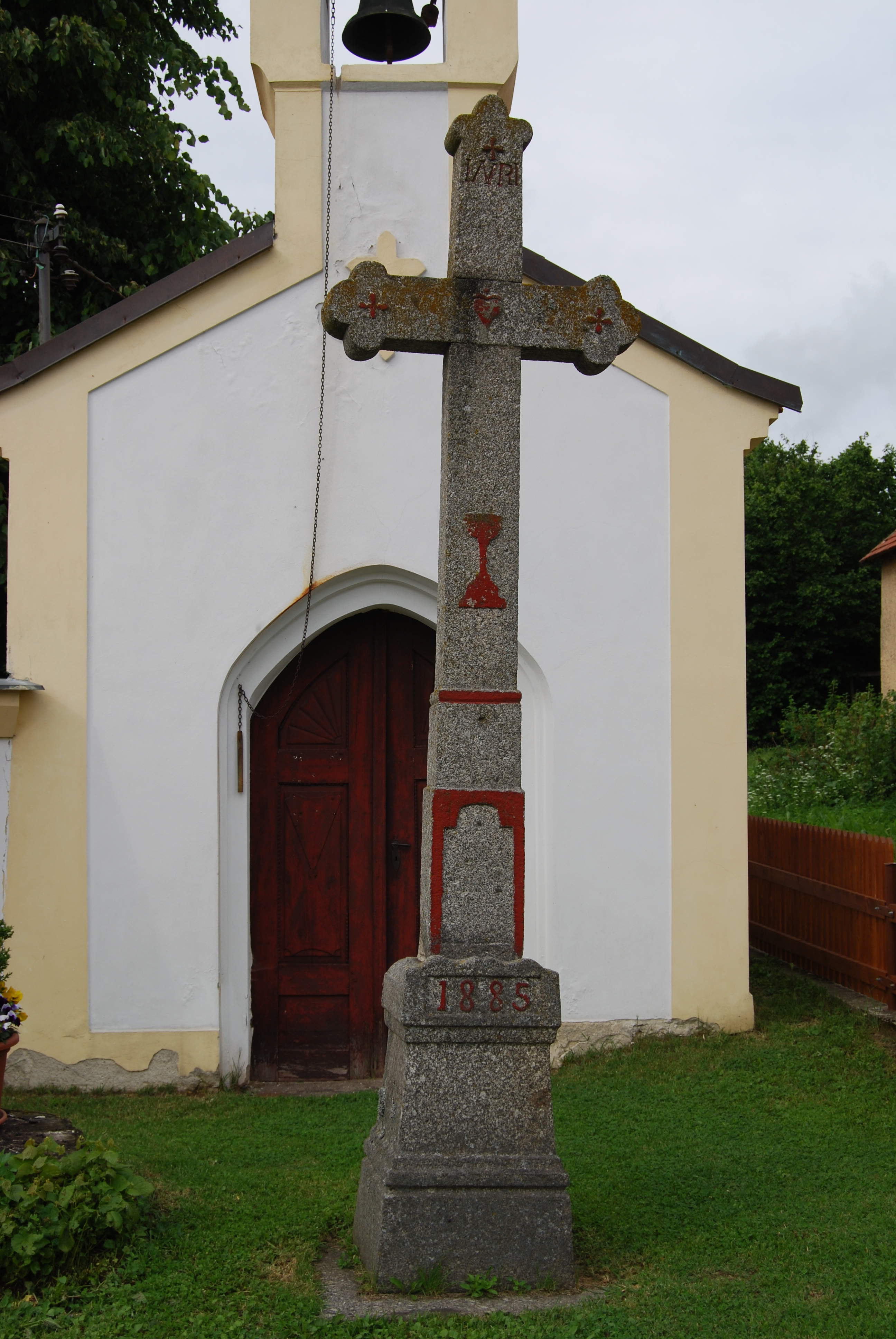
Kříž před návesní kaplí